# Cyrtandra rufotricha
Cyrtandra rufotricha är en tvåhjärtbladig växtart som beskrevs av Elmer Drew Merrill. Cyrtandra rufotricha ingår i släktet Cyrtandra och familjen Gesneriaceae. Inga underarter finns listade i Catalogue of Life.